# 発火鋸

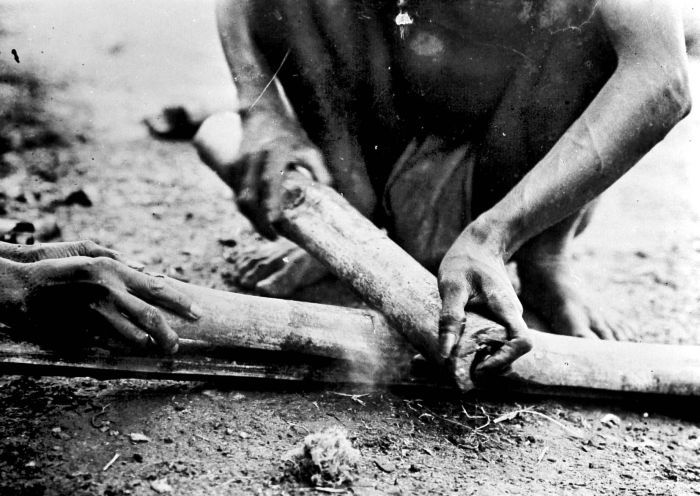
インドネシアの発火鋸

発火鋸（はっかのこぎり、英: fire-saw）は、鋸で木材を切断する際のように、木材の上で木材の小片、あるいは竹や籐の小片を横に往復運動させることで発生する摩擦熱によって火を起こす道具。発火法の一種である。

## 分布
往復運動による発火具には、発火鋸（fire-saw）や発火籐（sawing-thong）、発火犂（fire-plough）がある。発火鋸と発火籐は原理的には同じで、鋸の材質が堅いか柔らかいかによって分類される。
発火鋸は東南アジア（台湾を含む）に広く分布している発火法である。オセアニアではニューギニアにみられる。また、マダガスカルにもみられる。
日本では確認されていない。